# Tosaminato
Tosaminato (« port Tosa ») est un site archéologique de l'époque médiévale situé dans l'actuelle préfecture d'Aomori au Japon. C'était au XIVe siècle et dans la première moitié du XVe siècle (époque de Muromachi) une ville portuaire prospère bâtie entre la mer du Japon et le lac Jūsan, siège d'une des branches du clan Andō qui dominait l'extrémité septentrionale de Honshū (la péninsule de Tsugaru) et était chargé au nom du shogunat des relations avec les communautés Aïnous de l'île d'Ezo (actuelle Hokkaïdo).
Le site a été fouillé entre 1993 et 1995 par une équipe du Musée national d'histoire japonaise et en 1995-1996 par des équipes du Bureau d’éducation de la préfecture d'Aomori et de l'Université de Toyama.
Il a livré quelques objets de l'époque de Heian (Xe – XIe siècles) indiquant qu'il devait être occupé alors, mais son essor date surtout du début de l'époque médiévale (à compter du XIIe siècle), et pour l'essentiel les trouvailles concernent les débuts de l'époque de Muromachi qui marquent son apogée (seconde moitié XIVe -début XVe siècle).
Le site était de forme triangulaire et couvrait environ 55 hectares, défendu par une enceinte extérieure en terre damée, tandis qu'un mur intérieur de sens est-ouest séparait la ville en deux parties. Le nord comprenait le secteur officiel avec la résidence des Andō, entourée par celles de leurs vassaux, un temple à l'extrémité nord, ainsi qu'un port donnant sur la mer à l'ouest. La partie sud comprenait d'autres résidences, des espaces de commerce, des lieux de culte. Cette organisation spatiale reprend le modèle de Kyoto, lui-même d'inspiration chinoise, et se retrouve dans d'autres villes provinciales de la période.
Les trouvailles effectuées sur place ont révélé que la ville était impliquée dans des réseaux commerciaux à longue distance, puisqu'on y a mis au jour des céramiques en provenance de plusieurs régions du Japon (Seto, Suzu, Tokoname, Echizen), de Corée et de Chine. Bien qu'il s'agisse de la résidence d'une famille de barons locaux, le site avait donc un aspect commercial très marqué. En lien avec l'activité des seigneurs Andō, une partie de ces échanges devait se faire avec l'île d'Ezo.
Tosaminato déclina et fut abandonné dans la seconde partie du XVe siècle quand les Andō perdirent pied dans la région au profit du clan Nanba.